# Cecilia Vasa
Cecilia Vasa, född 6 november 1540, död 27 januari 1627 i Bryssel, var svensk prinsessa, och markgrevinna av Baden-Rodemachern genom sitt giftermål med markgreve Kristoffer II av Baden-Rodemachern. Hon var dotter till kung Gustav Vasa och drottning Margareta Leijonhufvud. Cecilia beskrivs som den mest kända av Gustav Vasas döttrar, och var föremål för den berömda skandalen Vadstenabullret.

## Biografi

### Uppväxt och giftermål
Cecilia bör liksom sina systrar ha fått lära sig tyska språket som barn, förutom hushållssysslor och att uppträda offentligt. Efter moderns död 1551 placerades hon under vård av Kristina Gyllenstierna och därefter sina mostrar Kung Märta och Brita innan fadern gifte om sig med Katarina Stenbock. År 1556 fick Cecilia, liksom sina systrar, sitt porträtt målat, dikter som hyllade hennes dygder skrivna av hovpoeten Henricus Mollerus och försågs med en hemgift på 100 000 daler för att lanseras på den politiska äktenskapsmarknaden. Cecilia beskrivs som den vackraste av föräldrarnas döttrar.
Cecilia var liksom sin syster Katarina en kandidat för äktenskapet med Edzard II av Ostfriesland. När Edzard besökte Sverige 1558, fick han möta både Cecilia och Katarina, och valde då den senare. Bröllopet mellan Katarina och Edzard ägde rum i Stockholm 1559. När Katarina sedan skulle lämna Sverige, fick Cecilia tillstånd att följa med brudparet på vägen. Följet, som också innefattade brudens bror prins Erik och brudgummens bror, Johan av Ostfriesland, lämnade Stockholm 8 november. I december besökte sällskapet prins Magnus på Vadstena slott. Magnus hade fått kungens uppdrag att försöka övertala paret att stanna i Sverige över vintern och försvåra deras avfärd, bland annat för att kungen fruktade att de skulle utsättas för obehag i Danmark. Han begärde också förgäves att Cecilia skulle återvända till Stockholm, särskilt som det pågick förhandlingar om äktenskap mellan henne och Georg Johan av Pfalz-Veldenz. 
Natten den 13–14 december upptäcktes Johan av Ostfriesland i Cecilias sovrum på slottet. Slottsvakterna hade observerat hur Johan tagit sig in genom fönstret i Cecilias sovkammare. Sedan detta skett fyra gånger underrättade de Erik. En drabant berättade för hertig Erik att han sett Johan krypa in genom Cecilias fönster. Erik rådgjorde med Magnus och sina hovmän, och beslutade att ta Johan på bar gärning, för att han sedan inte skulle kunna förneka saken. De bevakade Cecilias sovrumsfönster, och nästa gång de såg Johan ta sig in genom det, skickade Erik Charles de Mornay som med några drabanter tog paret på bar gärning: "Ginge de fördenskull strax in i vår systers kammare och fann honom där för sig i skjortan, havandes näpperligen hosor på sig". Det hela blev en stor skandal som blev kallad Vadstenabullret. Erik lät hålla förhör, fängsla Johan i ett av slottstornen och sände honom därefter till kungen, som fängslade honom på Örbyhus slott. Den 17 december återvände hela sällskapet till Stockholm: Katarina och Edzard fick stanna på vägen och placerades i husarrest på Västerås slott.   
Gustav Vasa tog skandalen mycket hårt och ska ha gråtit då han beklagade sig inför Katarina Stenbock och förebrått Erik och Katarina från att ha brustit i ansvar över att inte ha vakat mer över Cecilia, trots att de "som mera vetat och varit i råd med henne, än vi, och sett hennes fel, att ni icke detta skulle ha aktat, som ni lovade". Cecilia klagade senare inför Erik på att fadern, Gustav Vasa, hade slagit henne och slitit allt håret av henne, och Erik anklagade kungen för att ha velat "slå halsen sönder" på henne. Gustav Vasa försvarade sig med att: "håret lopp dock eljest av henne". 
Katarina fick träffa kungen i januari 1560 och försökte förhandla för att få resa med Edzard och få Johan frigiven och förhindrade också fadern från att konfiskera Cecilias smycken. Hon bad Katarina Stenbock om medling, och denna tycks också ha försökt ingripa till hennes förmån. Gustav Vasa lät arrestera Charles de Mornay och förebrådde Erik för att ha framställt Cecilia "som en uppenbar sköka" genom att inte ha tystat ned saken utan i stället ha orsakat öppen skandal. Johans mor regenten av Ostfriesland fick också tyska potentater att be om ett frisläppande genom sina sändebud. Erik föreslog att Cecilias rykte skulle räddas genom ett påtvingat giftermål mellan henne och Johan, men Gustav Vasa tycks ha avfärdat saken, och det är inte känt om förslaget framfördes till Johan. Sommaren 1560 fördes Johan till Stockholm, där han inför riksdagen och kungen fick svära vid ed på sin och Cecilias oskuld, varpå han tilläts lämna landet.    
Då Erik XIV efter sin tronbestigning 1560 fick ansvaret för sina systrar lät han utfärda en hovförordning om vilka regler som gällde för kvinnorna vid hovet och särskilt för kungahusets kvinnliga medlemmar. Denna hårda förordning stadgade dödsstraff för alla som var medvetna om att prinsessorna hade brutit mot reglerna utan att tala om det för kungen. Enligt förordningen förbjöds Cecilia och hennes systrar att ta emot gäster nattetid, lämna slottet ensamma, lämna slottet tidigt på morgonen eller sent på kvällen, skicka och ta emot meddelanden utan tillstånd från sin hovmästarinna eller hovmästare, ta emot supplikanter eller på något sätt lägga sig i någon myndighetsutövning som att ingripa i rättsaffärer på supplikanters förbön. Deras morbror Sten Leijonhufvud sattes att övervaka att denna följdes.
Cecilia protesterade mot förordningen, och den ska till stor del ha uppkommit på grund av den skandal som orsakats av Vadstenabullret och att Cecilia enligt Erik umgicks med personer av tvivelaktigt rykte. 1563 hade Erik ertappat sina systrar med att ha en hemlig fest där de drack vin och dansade till hovets italienska musiker, något som orsakade ett gräl med Cecilia. Det var detta som ska ha varit orsaken till att Erik utfärdade förordningen. 1563 protesterade också Cecilia, Sofia och Anna skriftligt hos Erik mot hans fängslande av Johan, något han tog mycket illa upp och såg som att de blandade sig i politiken.   
Cecilia övervägdes länge liksom hennes syster Anna för äktenskap med Ludvig av Pfalz-Simmern och Georg Johan av Pfalz-Veldenz. Syftet var att skapa kontakter mellan Sverige och Tysklands mest inflytelserika släkter. Planen var att Pfalz-Simmern skulle få välja först, och att den som blev över sedan kunde lanseras för greve Poppo av Henneberg. Förhandlingarna med Georg Johan av Pfalz-Veldenz kom längst, men efter Vadstenabullret valde denna i stället att gifta sig med Anna, och vigseln mellan Georg Johan och Anna ägde rum 1562. Åt 1561 hade Cecilia mottagit ett frieri från den förmögne och inflytelserike engelske adelsmannen earlen av Arundel, vilket Cecilia var positivt inställd till, men Erik tycks inte ha ägnat förslaget så mycket uppmärksamhet. Sommaren 1562 mottog Cecilia ett frieri från den polske greven Johan Tenczynski. Denne hade kommit till Sverige med anledning av prins Johans giftermål med Katarina Jagellonica. Erik accepterade förslaget, bland annat med tanken att han genom henne kunde få inflytande vid polska hovet, och enligt Cecilia tvingade han henne att gå med på saken. Planerna realiserades dock inte.
Cecilia gifte sig med markgreve Kristoffer II av Baden-Rodemachern. Markgreve Kristoffer var fältöverste hos Erik XIV, men även herre över närmare 24 byar och städer i Luxemburg och Lothringen. Han var markgreve över Baden-Rodemachern, medan hans äldre bror styrde över den större delen av Baden: Baden-Baden. Vigseln ägde rum i Stockholm i juni 1564. Det noteras att Cecilias bröllop var betydligt mindre praktfullt än hennes syster Annas, som hölls två år tidigare, och det tycks också ha förberetts på betydligt kortare tid: det första äktenskapskontraktet utarbetades så kort tid före som i mars samma år.

### Vistelsen i England

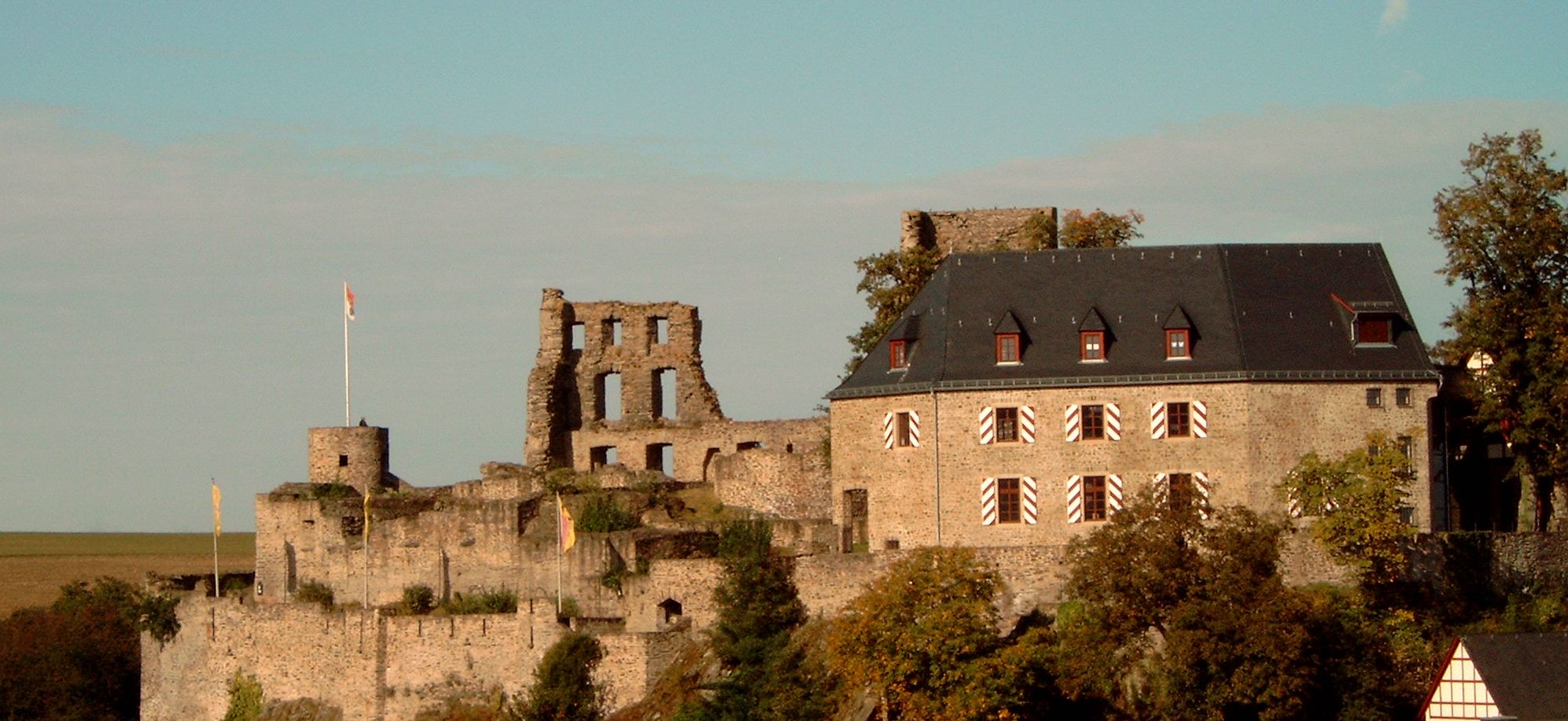
Slottet Sponheim ligger i dagens västra Tyskland och är delvis i ruiner.

Cecilia brevväxlade tidigt med drottning Elisabet I av England och tycks ha känt beundran från henne. Hon höll sig uppdaterad om den samtida politiken och berömde bland annat Elisabet för hur denna hanterade situationen med Maria Stuart. Under förhandlingarna om hennes äktenskap med den polske greven 1562 uttryckte hon en önskan om att hon hellre ville bli hovdam åt Elisabet och leva ogift i England, och bad om tillstånd att få resa dit: hon lärde sig också tala engelska av besökande engelsmän i Sverige.
Efter ett antal års korrespondens mellan Erik XIV och Englands drottning Elisabet I om ett eventuellt giftermål beslutades att Cecilia och Kristoffer skulle besöka Elisabet i London. Hon skickade en personlig inbjudan med ett sändebud till Cecilia. Resan kom att gå i österled via Reval i Baltikum, vidare över Polen, de tyska lydstaterna och Spanska Nederländerna till Antwerpen. Resan tog nästan ett år att fullborda då ett stort hov som skulle transporteras, åtföljde dem. I hennes följe ingick 100 personer, bland dem hovdamerna Kristina Abrahamsdotter och Helena Snakenborg, som senare blev ingift i den engelska högadeln och kom att stå drottning Elisabet I mycket nära. Vid avresan lyckades Cecilia enligt vissa uppgifter få träffa den fängslade hertig Johan. Vid hennes ankomst till Reval i svenska Estland hade Erik instruerat sin ståthållare att inte ge Cecilia tillgång till slottet i Reval och att hålla henne under uppsikt med hjälp av spioner under hennes vistelse eftersom hon enligt honom var mer "benägen" Johan än honom själv. I Preussen bad Cecilia också framgångsrikt dess regerande hertig att samarbeta med den danske monarken om en frigivning av Johan. Vid besöket hos sin syster Katarina i Ostfriesland tros hon också ha diskuterat Johans fångenskap: Erik mottog strax därpå ett brev från Katarina, där hon enligt honom skällde ut honom och förklarade att han i Osfriesland skulle ha blivit ställd inför rätta. 
Cecilia gjorde resan över Engelska kanalen från Calais i september 1565. Den 11 september 1565 anlände sällskapet till London där de först installerades i Lord Cothams pompösa hus. Dagen därpå gjorde fursteparet med uppvaktning sitt officiella intåg genom att gå till fots till Berford House, där de skulle bo, och där de välkomnades av drottning Elisabet I. Vid intåget var Cecilia klädd i en svart sammetsklänning med en mantel av silvertyg, översållad med pärlor. Hovdamerna bar dräkter i karmosinrött och mantlar av samma tyg och färg. Bara några dagar senare, den 17 september, nedkom Cecilia med en son, som fick namnet Edvard Fortunatus.. Drottningen bar Edvard till dopet den 30 september som ägde rum i kungliga kapellet i Westminster. Assisterad av tre biskopar förrättade ärkebiskopen av Canterbury dopet. Enligt spanske ambassadören da Silva kom Cecilia och Elisabet mycket väl överens. De åt middag och besökte fester och bröllop ihop. Julen 1565 fick hon inta nattvarden direkt efter Elisabet, vilket var en stor hedersbetygelse. Kristoffer fick också ett underhåll på 2000 daler av Elisabet så länge han lät Cecilia stanna i England.
Besöket hade främst två syften. Det första var att förmå Elisabet att gifta sig med Erik XIV, det andra att rekrytera kapare till Sverige för att kunna plundra fientliga danska, tyska och polska fartyg på Östersjön. Det finns olika uppgifter om hur Cecilia fullföljde sina uppdrag. Enligt det spanska sändebudet gick hon via earlen av Leicester i äktenskapsfrågan. I januari 1566 fick hon befogenhet av Erik att förhandla om en allians mellan England och Sverige för att avsluta kriget mellan Sverige och Danmark. Själv tog Cecilia upp frågan om Johans fångenskap med Elisabet, som i oktober skrev till Erik för Johans räkning. Hon höll också kontakten med hertigen av Preussen för att höra hur det gick med hans arbete för Johans frigivning, och underhöll en livlig kontakt med spanska sändebudet vid det engelska hovet på grund av att Baden-Rodemacherns besittningar delvis låg i spanska Luxemburg.  
Paret drog dock på sig ordentliga skulder på grund av lyxkonsumtion. Cecilia slösade stora pengar på att uppträda ståndsmässigt. Större delen av skulderna var till George North och John Diamond (också kallad John Dymoch). I november 1566 var Kristoffer tvungen att lämna England för att försöka samla pengar i Tyskland. Cecilias växande skulder ska ha lett till att pjäser vid hovet förlöjligade hennes benägenhet. Relationen till Elisabet skadades av hennes täta kontakter med spanska sändebudet, samt för att hon lånade av läkaren Cornelius Alnetanus, som var i onåd hos Elisabet efter ett misslyckat försök att framställa guld åt henne, och pantsatte sina smycken hos honom, något som ledde till att Alnetanus fängslades sedan han trotsat förbudet att ha kontakt med Cecilia. I mars 1566 återkom Kristoffer till England i förklädnad för att fly ur landet med Cecilia och deras son undan fordringsägarna, men togs fast och sattes på gäldstugan, där han fritogs sedan Elisabet tvingat några tyska köpmän att ställa upp borgen. Detta innebar en brytning mellan Cecilia och Elisabet. Cecilia trakasserades av kreditorer som skrek på henne då hon färdades mellan hemmet och hovet, och klagade hos Elisabet på att hon inte behandlades som en kunglighet.    
I april 1566 pantsatte Cecilia sina smycken och kläder för att finansiera deras hemresa. I Dover blev de dock stoppade av tullen, som beslagtog det mesta av värde för George North och John Diamonds räkning. Inte endast Cecilias tillgångar utan även hennes svenska hovdamers beslagtogs, och både Cecilia och hennes hovfröknar betecknade sig som bestulna.

### Grevinna av Arboga
Cecilia anlände augusti 1566 till Baden-Rodemachen, där hon tillbringade fem år. Vid samma tid pågick nederländska frihetskriget, och den spanske befälhavaren hertigen av Alba förhärjade protestantiska områden i närheten, något som hotade deras säkerhet. De plågades också av ekonomiska problem, när de gods som hörde till Cecilias morgongåva ockuperades. När makens äldre bror avled 1569 övertogs förmynderskapet över hans brorson, och därmed regeringen av den andra halvan av Baden, dvs Baden-Baden, av hans katolske morbror Albrekt V av Bayern. Denna lanserade en hård politik mot områdets protestanter, vilket försvårade situationen även för Cecilia, som i augusti 1569 skrev till Johan III att hon fruktade för sin säkerhet. Paret bad om tillstånd att få återvända till Sverige.      
1571 anlände Cecilia och Kristoffer med sina barn till Kalmar. Där möttes de av Cecilias närmast stående bror, Johan, som vid denna tid hade tagit makten i Sverige under namnet Johan III. Paret påkallade Johan III:s hjälp. Under tiden de för diskussionen dök John Diamond upp i Kalmar med en flotta om cirka 50 fartyg. Cecilia utverkade tillstånd av Johan III att arrestera honom som hämnad för att han konfiskerat värden för 100 000 daler för henne i England, och John Diamond kastades i fängelse och hans flotta beslagtogs av Johan III. John Diamond fick tillbringa fem år i fängelse. Cecilias relation till maken ska vid återkomsten ha varit dålig. Kristoffer lämnade snart efter ankomsten Sverige och återvände till Tyskland, främst för att värva legoknektar till Johan III:s trupper under kriget med Ryssland. Detta var ett löfte han hade gett för att få Johans tillstånd att bosätta sig i Sverige. 

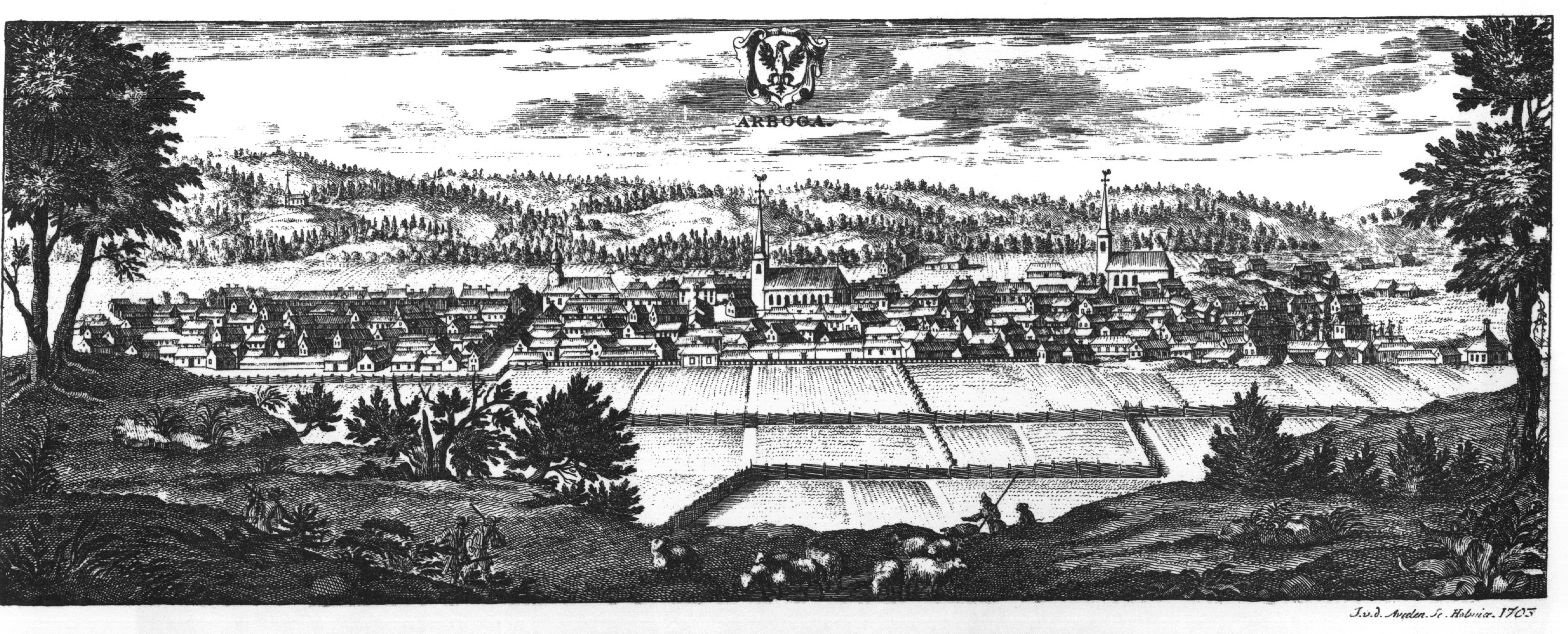
Arboga, så som det gestaltas i Suecia antiqua et hodierna 1700.

Till försörjning erhöll Cecilia ett antal förläningar av kung Johan. Hon fick skogsförläningar i Skinnskatteberg, Fellingsbro samt Arboga stad och även en kungsgård. Hon kom därför ofta att skriva sig som Grevinna av Arboga. Även järnbruken i Lindesberg, Noraskog och bruket i Guldsmedshyttan blev hennes förläningar. Hon fick även de två fartygen Falken och Jägaren. Prinsessan Cecilia bodde på sina förläningar i sju år. Cecilia hade befogenhet att ägna sig åt Arbogas handel och rättskipning och övervaka att statens förordningar följdes, och 1576 utökades hennes befogenheter av Johan III.  
Cecilia ägnade sig åt bruk och jordbruk, men också åt att försöka få ut sin hemgift. Bland annat bedrev hon redan från början av sin återkomst till Sverige kaparverksamhet på Östersjön med hjälp av sina fartyg. Främst inriktade hon sig mot engelska fartyg som avgick från Narva. Hon hade även Skenäs slott vid Bråviken som låg lägligt till för sjöröveri. Johan III hade delat ut många kaparbrev åt fribrytare på Östersjön för att plundra fartyg från England, Nederländerna och Spanska Nederländerna på väg till Narva, och Cecilia tillhörde dem som fick kapartillstånd för att skada ryssarna under kriget mellan Sverige och Ryssland. Hon fick också en flotta på flera fartyg av Johan som avbetalning på hennes hemgift. Cecilia bröt dock mot avtalet genom att också illegalt anfalla andra fartyg, så som danska, vilket ledde till spänning mellan Sverige och Danmark och att hennes egna fartyg överfölls av danska skepp.   
Efter att ryktet om ett byte om mer än 100 000 silverdaler inkom 1574 beslöt kung Johan att beslagta detta byte och grep Cecilia för olagligt sjöröveri. Orsaken var att bytet kom från ett tyskt skepp snarare än från ett engelskt, som hon hade kapartillstånd för, och att hennes kapartillstånd i vilket fall hade löpt ut. Samma år hade Cecilia dessutom orättfärdigt höjt tullarna i Arboga och sedan beslagtagit varor med hänvisning om att de bröt mot förordningen. Hon ägnade sig också åt olaglig spannmålsexport utan tillstånd samt vapensmuggling. Johan förbjöd därför hennes pirater att agera vid hot om dödsstraff, drog in hennes förläning och lät arrestera Cecilia och föra henne till sig i Stockholm. Cecilia klargjorde att hon i egenskap av markgrevinna av Baden inte var hans undersåte utan kejsarens och att hon gärna lämnade landet på villkor att Johan betalade den hemgift han var skyldig henne. Cecilia återfick sin förläning och fortsatte med sin kaparverksamhet. Hon var också inblandad i konstanta konflikter med sin bror Karl, som vid ett tillfälle 1574 beslagtog gods som låg inom hans förläningar med hänvisning till hennes "styva och onyttiga sinne".

### Politisk aktivitet och konversion

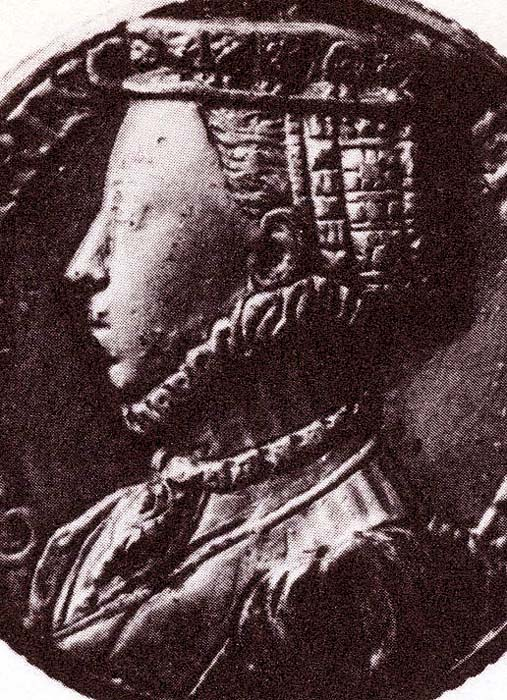
Markgrevinnan Cecilia av Baden på en samtida medaljong.

Hösten 1573 förbereddes en komplott mot Johan III, ledd av Charles de Mornay, som stod i kontakt med Kristina av Danmark och de franske diplomaten Charles Dançay i Köpenhamn. Planen var att Johan skulle dödas i ett attentat av de skotska svärdsdansare som skulle uppträda vid den fest som skulle ges inför de skotska legoknektarnas avfärd till Baltikum i oktober. Karl skulle sedan placeras på tronen, och de Mornay skulle avslöja var Erik XIV:s påstådda guldskatt fanns mot bättre villkor för Erik i fängelset. de Mornay vågade dock aldrig ge tecknet, och planen uppgavs och avslöjades i september 1574. Det klargjordes aldrig vilka som i övrigt var inblandade, men det är dokumenterat att de misstänkta, Hogenskild Bielke, Gustav Banér och Pontus De la Gardie under denna tid ofta sammanträdde hos Elisabet, som med Cecilia och Karl troddes ha deltagit i sammansvärjningen. Johan tycks ha misstänkt Cecilia för att delta i stämplingar mot honom och förbereda uppror. Under 1573 gav han order om att hon inte skulle släppas in på Stockholms slott i hans frånvaro, och efter att Mornays komplott avslöjats 1574, gav han ståthållaren i Östergötland order om att hålla henne under uppsikt i och inte ge henne tillgång till Vadstena eller Stegeborgs slott.
Den 2 augusti 1575 avled hennes make Kristoffer på ett av sina egna gods på ön Ösel, som då var i svensk ägo. Deras omyndige son Edvard Fortunatus efterträdde honom då formellt som markgreve av Baden-Rodemachen i sin frånvaro i Sverige. Kristoffers tyska släktingar i Baden lät då föra bort de dokument som säkrade Cecilias rättigheter, beslagtog de gods hon hade rätt till som änka och övertog förmynderskapet över hennes son och därmed styret i staten, trots att Cecilia i äktenskapsförordet hade försäkrats posten som sin sons regent under hans eventuella omyndighet som härskare. När Cecilia sände sina representanter till Baden för att försvara sina rättigheter 1576 avvisades de av slottsfogdarna, som vägrade erkänna henne som rättmätig regent.   
Strax därefter konverterade Cecilia till den avlidne makens katolska tro dels av politiska dels av ekonomiska skäl. Cecilias konversion till katolicismen ska ha skett efter det påvlige sändebudet Antonius Possevinos ankomst till Sverige 1577. Sommaren 1578 anlände den spanske legaten Francisco de Eraso till Stockholm. Besöket var ett resultat av de kontakter Pontus De la Gardie hade gjort i den katolska världen under en resa kort tidigare och Johan III:s önskan om ett förbund med Spanien. Johan ville få ersättning från Spanien för de svenska skepp de hade fått använda i Nederländska frihetskriget, som han ville använda i kriget mot Ryssland, och ett förbund som skulle avskräcka Danmark och Polen från att lägga sig i Johans krig med Ryssland: han ville också få hjälp att hävda Johan III:s önskan om de besittningar i Italien som han hade fått arvsrätt till genom giftermålet med Katarina Jagellonica. Ytterligare planer från spanjorerna var att de tillsammans med Sverige skulle inta Köpenhamn och deportera så många danskar som möjligt till spanjorernas nya erövrade landkolonier Amerika och istället föra upp spanjorer till Danmark. I och med detta kunde spanjorerna få kontroll över handelsvägen mellan Europa och Amerika samt både Östersjön och Nordsjön. Sverige skulle i sin tur bli av med sin gamla ärkefiende. Johan föreslog också att katoliken Cecilia skulle få en tjänst som ståthållare i någon av Spaniens besittningar. Cecilia inbjöd Eraso till Arboga och inledde egna förhandlingar med honom. Arboga var en av de främsta städerna för vapenindustrin i Sverige vid denna tid. Hon stödde planen på att göra henne till spansk ståthållare och erbjöd sin flotta till vapentransport åt spanjorerna i Nederländska kriget. Detta orsakade en konflikt med Karl, som hotade att överfalla hennes fartyg och vid ett tillfälle också gjorde det. Enligt Erasos rapporter var Cecilia en stark och självständig förhandlare som gjorde Spanien värdefulla tjänster som informatör. 
Johans förhandlingar med Eraso misslyckades då denne undvek alla överenskommelser och utbetalningar, och han blev då misstänksam mot Cecilias fortsatta förhandlingar med denne. Johan lät öppna Erasos korrespondens, anklagade honom för förräderi och satte honom i husarrest på Gråmunkeholmen i Stockholm och förbjöd vidare kontakt med Cecilia. Cecilia tog sig dock till Stockholm med ett litet följe natten mellan den 17 och 18 juni 1579 för ett möte med de Eraso. De mutade sig in genom Söderport med åtta mynt silverdaler och rodde sedan till mötet i en liten båt. Dock blev de avslöjade av stadens vakter och larm gick ut över hela staden. Stockholms slotts portar stängdes och låstes medan Cecilia jagades in bland gränderna i Stadsholmen. Hon återfanns av en vaktstyrka vid Jörgen Benikts hus vid Benikts gränd. Idag vet man inte om hon lyckades träffa Fransisco de Eraso eller ej. De mutade vakterna vid Söderport ställdes inför krigsrätt och dömdes till döden. Cecilia undkom bestraffning, men episoden kom henne att besluta sig för att lämna Sverige, ett beslut hon också fullföljde strax därpå.

### Baden
Cecilias avsikt vid återkomsten till Baden 1579 var att ta kontroll över sina besittningar, och att uppfylla vad hon förklarade som sin tidigare makes önskan om att uppfostra sönerna i katolsk lära. Strax efter hennes avresa fick även Fransisco de Eraso lämna Stockholm. Eraso och Cecilia följdes åt till Baden, där han en tid levde med henne. Cecilia födde vid denna tidpunkt en dotter, vilket gjorde skandal eftersom hon då varit änka i fyra år. Eraso antas ha varit fadern till dottern. Dottern togs från Cecilia mot hennes vilja och placerades av hennes son Edvard Fortunatus i klostret Liethentahl i Baden, där hon som vuxen avlade klosterlöftena under namnet Charitas. Cecilia fick inte tillstånd att träffa Charitas förrän år 1622.  
Vid återkomsten till Baden engagerade sig Cecilia i konflikten med sin före detta makes familj. Hon stöddes av Johan III, Eraso och Possevino, som alla använde sig av sina kontakter för hennes räkning. Efter sin återkomst till Baden levde hon på inkomsterna av sina svenska gods. Hon ansökte 1581 om att återvända till Sverige, men det tycks inte som om Johan III var villig att låta henne återvända, och Karl tog öppet avstånd från henne, möjligen på grund av Charitas. Johan III ogillade hennes kontakter med Spanien, och hon kom även i konflikt med honom då hon motsatte sig hans äktenskap med Gunilla Bielke. Detta tros vara orsaken till att hennes svenska gods och inkomster år 1585 drogs in.    
Cecilia fick en bättre position då hennes son Edvard Fortunatus 1588 övertog makten i hela Baden. Hennes ekonomiska situation förvärrades dock igen sedan han gett bort hennes gods och själv skuldsatte sig genom att leva över sina tillgångar. Under de följande decennierna uppvaktade Cecilia olika beslutsfattare och makthavare vid de europeiska hoven. Hon besökte bland annat Sigismunds hov i Polen strax efter hans bröllop. 
En ny kris inträdde 1593 när Edvard Fortunatus gifte sig med Maria van Eycken. Hon var dotter till Vilhelm av Oraniens hovmästare och ansågs inte av tillräckligt hög börd för äktenskapet, vilket ledde till att den protestantiska grenen av dynastin i Baden avsatte Edvard 1596. Det gjorde att Cecilia tvingades fortsätta med sina diplomatiska resor till olika katolska beslutsfattare. Hon beskrivs vid denna tid som "begåvad med snille och framstående vältalighet", och hade viss framgång. Hon besökte påven och fick honom att begära att Spaniens ståthållare i Bryssel ingrep till hennes förmån, och hon fick också stöd från den tysk-romerske kejsaren. De domar som avfattades till hennes förmån kunde dock inte alltid fullföljas i praktiken. Hon uppvaktade också till förmån för rent politiska ärenden: hennes andre son Filip hade fängslats då han försökte återerövra Baden, och Cecilia utnyttjade då 1613 sin rätt som markgrevinna att framträda med ärendet inför den kejserliga riksdagen i Regensburg, dock förgäves. 
Att sönerna gick i Jesuitskola i Rom och sedan slogs på katolikernas sida i flera krig var inte populärt bland protestanterna. En politisk smutskastningskampanj startade mot Cecilia, främst av protestanten Everhard van Reyd. De mest kända historien från hans förtalskampanj är påståendet att Cecilia drev horhus i Antwerpens glädjekvarter, och att hennes äldste son Edvard skulle anlänt dit 1590 för att rycka modern ur synden, varvid hon skall ha tappat hår och brutit en arm. Han jämförde henne också med kejsarinnan Messalina.    

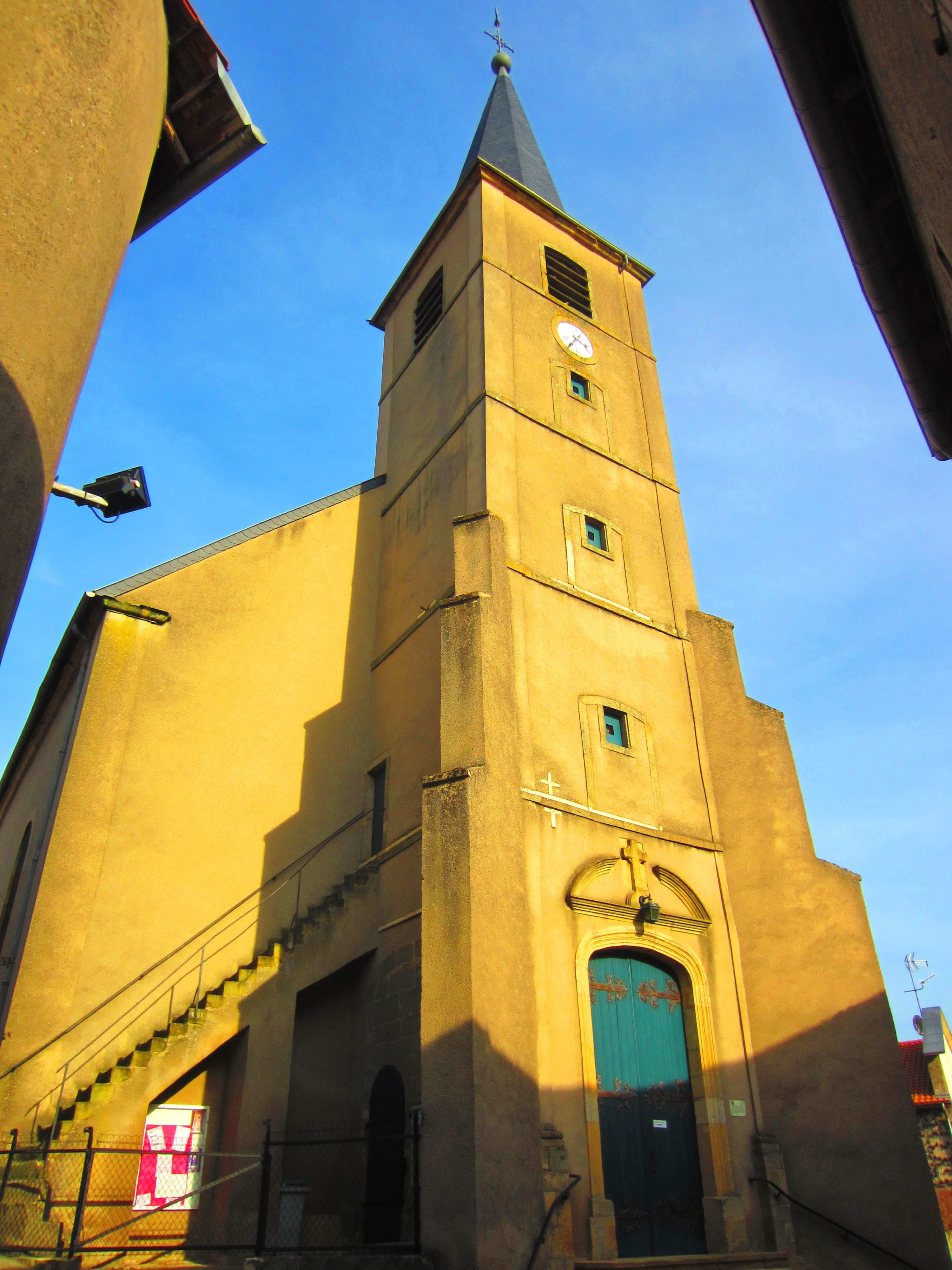
Sankt Nikolai kyrka i Rodemack, Frankrike, där Cecilias stoft gravsattes.

Cecilia hamnade på grund av sina ständiga ekonomiska problem i allt värre situationer då hon jagades av dem hon lånat pengar av. Vid ett tillfälle i Luxemburg 1610 var hon nära på att bli dödad då hon jagats av en av de många långivarna, men hon lyckades undkomma genom att fly till ärkebiskopen av Triers hus. 1618 togs Cecilias gods i Rodemachen över av förvaltare som beslagtog hennes egendom och satte sig över de domar som fattats till hennes förmån, och hon flydde till Trier för att ta kontakt med den spanske ståthållaren. Hon jagades av sina förvaltare och tvingades hoppa av vagnen och hoppa över gränsen till det område som tillhörde Lothringen. Vid denna tid bad hon förgäves sin brorsdotter Katarina Karlsdotter Vasa om pengar för att kunna betala sina sändebud. 
Vid det trettioåriga krigets början drev kejserliga trupper bort den protestantiska släktgrenen som tagit kontroll över familjens gods, och hennes sonson fick ut sitt arv. Hennes sonson Vilhelm I av Baden blev sedermera markgreve och tog över makten 1622. Cecilia kunde därmed återvända till sitt residens i Rodemachern. Cecilia avled i Bryssel 1627 vid 87 års ålder. Hennes stoft är begravt i Rodemack i nuvarande Frankrike. Hon överlevde alla sina sex söner. Förutom dessa omnämns dottern, som mot Cecilias vilja sattes i kloster, och endast är känd under sitt klosternamn Charitas.

## Barn
- Edvard Fortunatus av Baden (17 september 1565–18 juni 1600)
- Kristoffer Gustav (13 augusti 1566–18 januari 1609)
- Filipp (15 augusti 1567 – 6 november 1620)
- Karl (mars 1569–1590)
- Bernhard (december 1570–februari 1571)
- Johann Karl (Arboga, 1572 – 29 januari 1599), invald till Malteserorden
- Charitas (1579 eller 1580 – 1629 i Liechtentahl i Baden), nunna